# 727. grenadirski polk (Wehrmacht)
727. grenadirski polk (izvirno nemško 727. Grenadier-Regiment; kratica 727. GR) je bil pehotni polk Heera v času druge svetovne vojne.

## Zgodovina
Polk je bil ustanovljen 15. oktobra 1942 za potrebe 707. pehotne divizije. Uničen je bil junija 1944.